# Troglohyphantes orpheus
Troglohyphantes orpheus là một loài nhện trong họ Linyphiidae.
Loài này thuộc chi Troglohyphantes. Troglohyphantes orpheus được Eugène Simon miêu tả năm 1884.